# Stuyvesant Motor Car Company

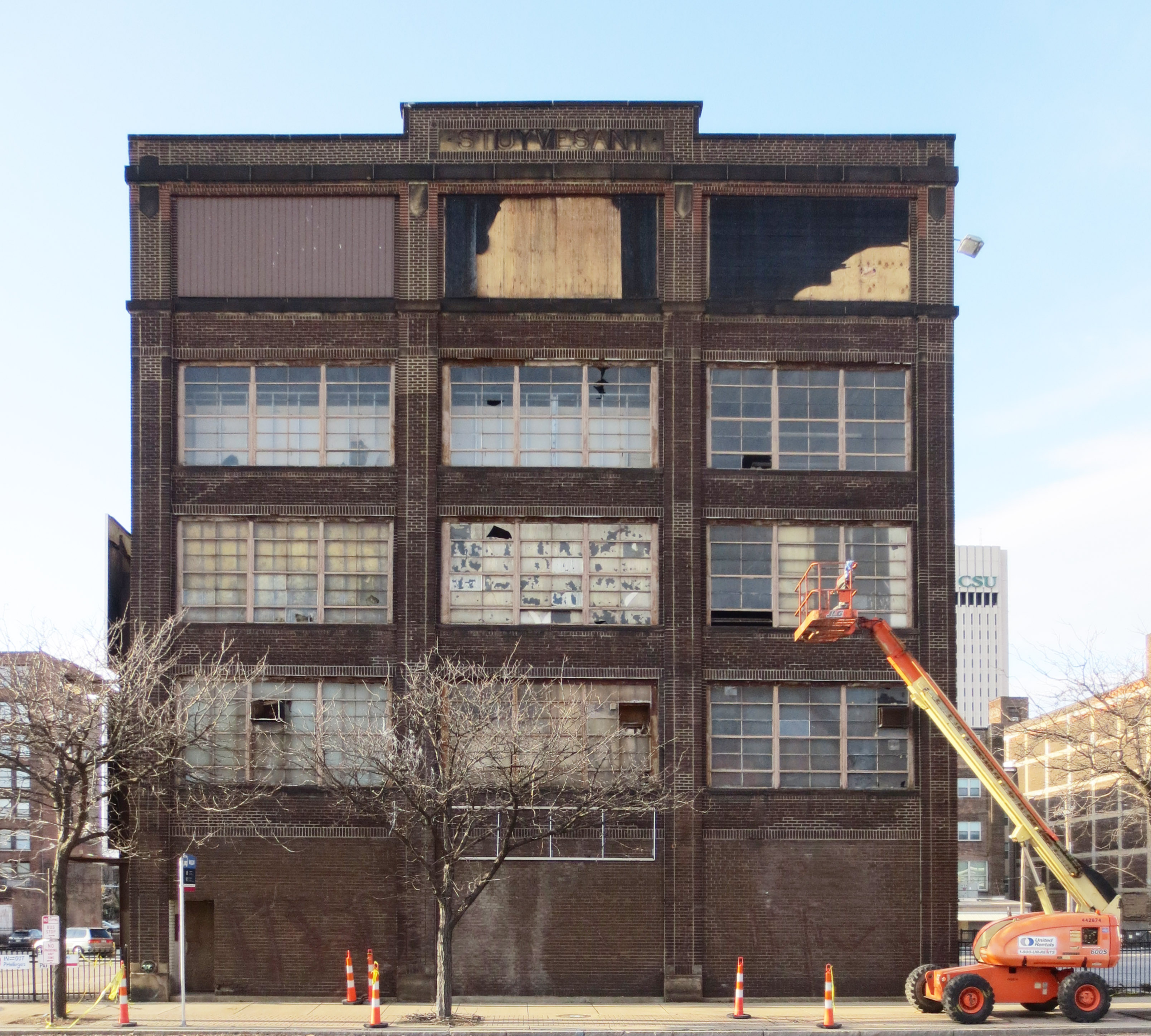
Das Gebäude im Jahr 2015

Stuyvesant Motor Car Company, vorher Stiverson Motor Car Company, war ein US-amerikanischer Hersteller von Automobilen.

## Unternehmensgeschichte
Frank E. Stiverson gründete im November 1909 die Stiverson Motor Car Company in Cleveland in Ohio. Er entwickelte ein Jahr lang ein Fahrzeug. Dann änderte er die Firmierung in Stuyvesant Motor Car Company. Im November 1910 kaufte er die Gaeth Motor Car Company. 1911 begann die Produktion von Automobilen. Der Markenname lautete Stuyvesant. Pläne beliefen sich auf 300 Fahrzeuge für das Jahr 1911. Diese Absatzzahlen wurden nicht erreicht. Im November 1911 erfolgte die Übernahme durch die Grant-Lees Machine Company, die auch an der Grant Motor Car Company beteiligt war. 1912 endete die Produktion.
1913 wurde alles an die Benton Motor Car Company verkauft, die allerdings keine Produktion mehr zustande brachte.

## Fahrzeuge
1911 standen zwei Modelle zur Auswahl. Der Four basierte auf einem Modell von Gaeth. Der Vierzylindermotor war mit 40/45 PS angegeben. Das Fahrgestell hatte 305 cm Radstand. Der offene Tourenwagen bot Platz für fünf Personen. Außerdem gab es das Model 6-60, eine Eigenentwicklung. Der Sechszylindermotor leistete 60 PS. Der Radstand betrug 325 cm. Einziger Aufbau war ein Tourenwagen mit sieben Sitzen.
1912 beschränkte sich das Sortiment auf das Model 50. Der Vierzylindermotor leistete 50 PS. Der Radstand maß 320 cm. Zur Wahl standen ein siebensitziger Tourenwagen und ein viersitziger Toy Tonneau. Das Sechszylindermodell entfiel, da Grant keine Konkurrenz zum eigenen Modell wollte.

## Modellübersicht
| Jahr | Modell     | Zylinder | Leistung (PS) | Radstand (cm) | Aufbau                                     |
| ---- | ---------- | -------- | ------------- | ------------- | ------------------------------------------ |
| 1911 | Four       | 4        | 40/45         | 305           | Tourenwagen 5-sitzig                       |
| 1911 | Model 6-60 | 6        | 60            | 325           | Tourenwagen 7-sitzig                       |
| 1912 | Model 50   | 4        | 50            | 320           | Tourenwagen 7-sitzig, Toy Tonneau 4-sitzig |